# Masters de Montecarlo 1976
El Abierto de Montecarlo 1976 fue un torneo de tenis masculino jugado sobre tierra batida. Fue la 70.ª edición de este torneo. Se celebró entre el 13 y el 19 de abril de 1976.

## Campeones

### Individuales
Guillermo Vilas vence a  Wojciech Fibak, 6–1, 6–1, 6–4.

### Dobles
Wojciech Fibak /  Karl Meiler vencen a  Björn Borg /  Guillermo Vilas, 7-6, 6-1.